# Tomáš Kočko

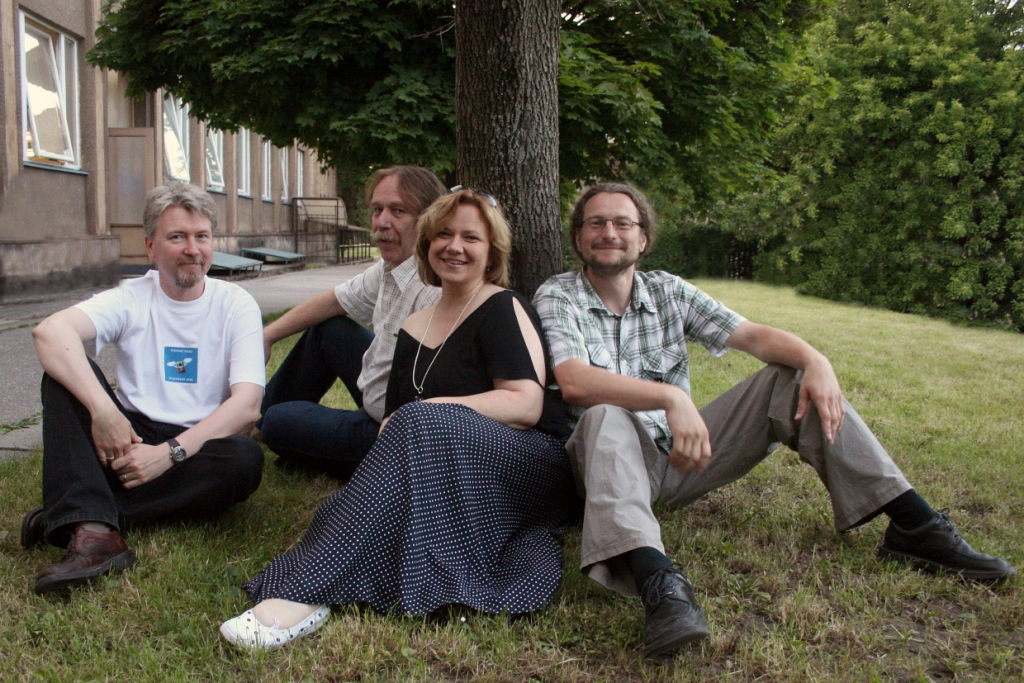
Těšínské niebo: Radovan Lipus, Jaromír Nohavica, Renata Putzlacher-Buchtová i Tomáš Kočko

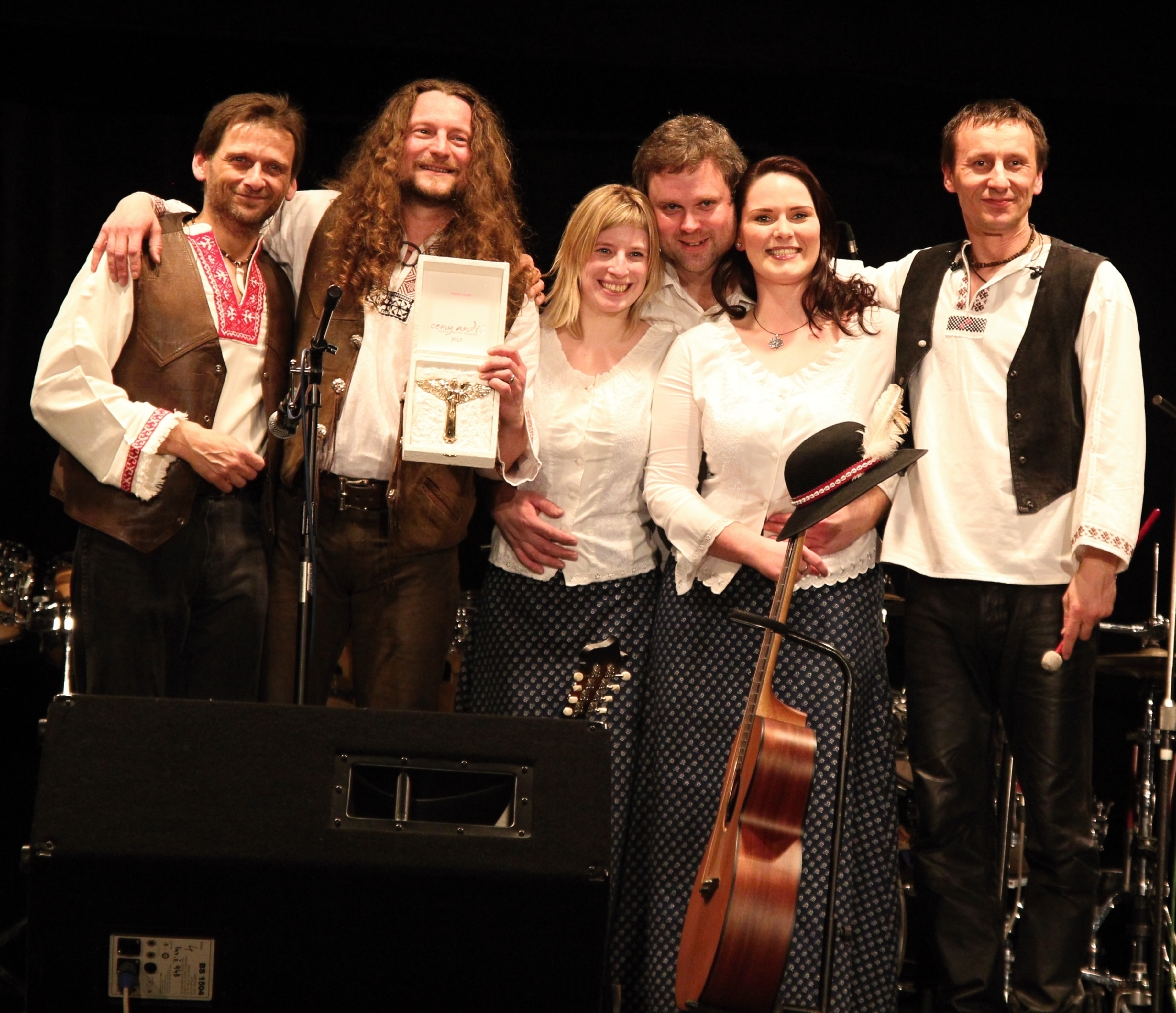
Tomáš Kočko & ORCHESTR s cenou Anděl, 2012

Tomáš Kočko (* 4. března 1972 Frýdek-Místek) je moravský písničkář, zpěvák, skladatel, aranžér a badatel v oblasti původní moravské a slovanské umělecké tvorby, historie i religionistiky. Se svým orchestrem je držitelem dvou cen Anděl za album roku. Jejich hudba zní přímočaře, má výrazné melodické linky a rytmické figury s prvky rocku, folku a jazzu.[zdroj⁠?!] V roce 1995 vystudoval muzikálové herectví na Divadelní fakultě Janáčkovy akademie múzických umění (JAMU) v Brně a v roce 2001 operní režii na Hudební fakultě JAMU.
Album Poplór bodovalo v TOP 20 European World Music Charts, kolekce skladeb Do kamene tesané aneb Ondráš se stala předobrazem polského divadelního představení Ondraszek – pan Łysej Góry. Se svou hudbou inspirovanou tradiční moravskou hudbou objíždí Tomáš Kočko & Orchestr Evropu od Ruska až po Irsko, hraje na festivalech folklórních, folkových, rockových i metalových.[zdroj⁠?!] Zatímco první deska Horní chlapci je folkovým holdem valašskému básníkovi Ladislavu Nezdařilovi, CD Cestou na jih představuje etnorockové putování folklórními regiony Moravy ze severu na jih. CD Velesu se drželo 4 měsíce v Top 20 Word Music Charts a v celoročním bodování skončilo na 25 místě.
Tomáš Kočko je známý také na poli režisérském (např.: asistent režie muzikálu Jesus Christ Superstar, režisér opery Lazebník sevillský, režie pohádek v brněnském Divadle Radost a ostravském Divadle loutek) nebo jako muzikálový herec v pražských produkcích Jesus Christ Superstar (apoštol Ondřej) a Hair (Walter, Cloude), v brněnských West Side Story (Bourák), Babylon (Austrei), Legenda (Daniel) atd.

## Tomáš Kočko & Orchestr
Již řadu let vystupuje Tomáš Kočko se svým Orchestrem, zejména tedy s Libuší Jelénkovou (housle, viola, zpěv; od r. 2005), Helenou Vyvozilovou (flétny, cimbálek, kvinton, vokál; od r. 2004), Romanem Plaširybou (kontrabas, basová kytara; od r. 2015), Pavlem Plchem (perkuse, cimbálek, vokál; s přestávkami od založení – cca r. 1998) a stálým hostem Tomášem Melicharem (bicí nástroje a perkuse; od 2018).

## Diskografie
- Horní chlapci (1999)
- Do kamene tesané aneb Ondráš (2000), reedice 2008
- Hodovnice (2001)
- Do tanca! (2003)
- Poplór (2006)
- Koleda (2009)[3]
- Godula (2011)
- Cestou na jih (2012)
- Živě (2015)[4]
- Velesu (2016)[5][6]
- Z Radosti (2017)
- Sadné zrno (2019)
- ONA (2021)